# 语义角色
语义角色（英語：Semantic roles），又称语义关系、主题关系（thematic relations），生成语法中称为题元或题元角色（θ-roles），在格语法中也称为语义格或深层格，是语义学上的一个概念，指短语或句子中的名词短语即论元（Arguement）与谓语中心词（Head）之间的语义关系。例如 Susan ate an apple，Susan 就是 eat 的行为者，即施事；an apple 就是 eat 的对象，即受事。

## 历史
理论语言学中的语义角色的概念发源于1960年代中期，主要的贡献者有：Jeffrey Gruber 和 Charles Fillmore，Jackendoff 在1972年也做了一些早期工作。
这些研究把焦点集中到语义层面及其如何影响句法，是对乔姆斯基句法中心论的重心转移，特别是对句法自主的概念，还有他的著作 Aspects of the Theory of Syntax (1965)。

## 主要的语义角色
语义角色数量不一，一般有下列语义角色：
- 施事（Agent）：有意识的、主动的动作实施者。一般为有生命的人或物。（他吃饭。）
- 感事/经验者（Experiencer）：感官、情绪的被动接收者。（这部电影让我很感动。）
- 刺激（Stimulus）：感官、情绪的主动唤起者。（我讨厌昆虫。）
- 主事（Theme）：接受动作, 但并不改变其本身状态的实体。（我看电影。）
- 受事/客事（Patient）：承受动作并被改变状态者。（今晚吃鸡。）
- 工具（Instrument）：用于执行动作的客体。（他用菜刀剁肉。）
- 不可抗力（Force/Natural case）：无意识地、消极的动作实施者。（洪水摧毁了村庄。）
- 处所（Location）：动作发生的地点。（他在厨房炒菜。）
- 终点（Direction/Goal）：动作的终点或指向。如（他去学校。）
- 领事（Recipient）：与表示所有权变化的动词有关的一种特殊类型的目标。（我送給她一束花。）
- 起点（Source/Origin）：动作的起点或来源。（他从家里动身了。）
- 时间（Time）：动作发生的时间。（我今天跑了20公里。）
- 益事（Beneficiary）：因动作而受益者。（她为我付出了很多。）
- 手段（Manner）：采取动作的方式。（她打电话报了警。）
- 动机（Purpose）：动作执行的主观动机。（他为了保险金杀了人。）
- 致事（Cause）：动作发生的客观原因。（饥饿使他疲惫。）
- 系事（Predicate）：系事角色通常用于表示两个名词短语之间的关系，这种关系通常由系动词（如是、成为、变成等）表示。例如，在句子“他是医生。”中，“医生”就是系事，因为它与“他”之间存在一种是的关系。

此外还有与事、当事等，有时在定义上与其他语义角色等同。语义角色之间的区别并不明确，有时一个论元会被认定为不同的语义角色。

## 语义角色和格的关系
在芬兰语、匈牙利语和土耳其语等众多语言里，论元的语义角色可以由一个语法格标记。缺乏格变化的语言，如汉语和英语，语义角色通常由前置词表记。
虽然语义角色和格常常会重合，但二者不一定等同。格是一个词法学概念，需要有屈折变化；语义角色则反之，是一个语义学的概念。以日语为例，其主格和宾格不一定对应语义格上的施事和受事，在主动句和被动句当中，其语法格有升降，语义格和语法格是错位的。主动句当中主格拥有施事，但被动句当中主格拥有受事。
最早区分语法格和语义格的是梵文文法学家波你尼，他将梵文中的语义格体系称为  (kāraka)，意为“行为者”，波你尼定义了6种 kāraka。